# 奧古斯丁鎮區 (堪薩斯州洛根縣)
奧古斯丁鎮區（英語：Augustine Township）為美國堪薩斯州洛根縣轄下的鎮區。2010年美国人口普查中此鎮區人口有22人。

## 地理
奧古斯丁鎮區涵蓋總面積為186.9平方（72.18平方英里），其中陸地面積為186.9平方（72.18平方英里），水域面積為0平方（0.00平方英里）或0.00%。

## 人口統計
根據2010年美國人口普查，奧古斯丁鎮區人口有22人，其中男性有12人，女性有10人，人口密度為每平方公里0.12人，住房計11戶。鎮區內的白人有22人，非裔美國人有0人，美洲原住民有0人，亞裔美國人有0人，太平洋島裔美國人有0人，其他種族有0人，混血種族則有0人。此外鎮區內有0人為西班牙裔或拉丁裔美國人。此鎮區之年齡中位數為34.5歲，而男性年齡中位數為34.5歲，女性年齡中位數為35.5歲。

## 交通

### 主要公路
- 25號堪薩斯州州道